# Shaymin
Shaymin est un Pokémon de quatrième génération qui est présent sur l'Île du Paradis Fleuri. 
Ce Pokémon  s'enroule sur lui-même pour se cacher. Il a le pouvoir de nettoyer l'air et la terre de toxines et d'y faire jaillir un grand champ fleuri. Il hiberne dans un terrier l'hiver pour s'éveiller au printemps. Il a une forme alternative lui permettant d'obtenir le type vol.

### Étymologie

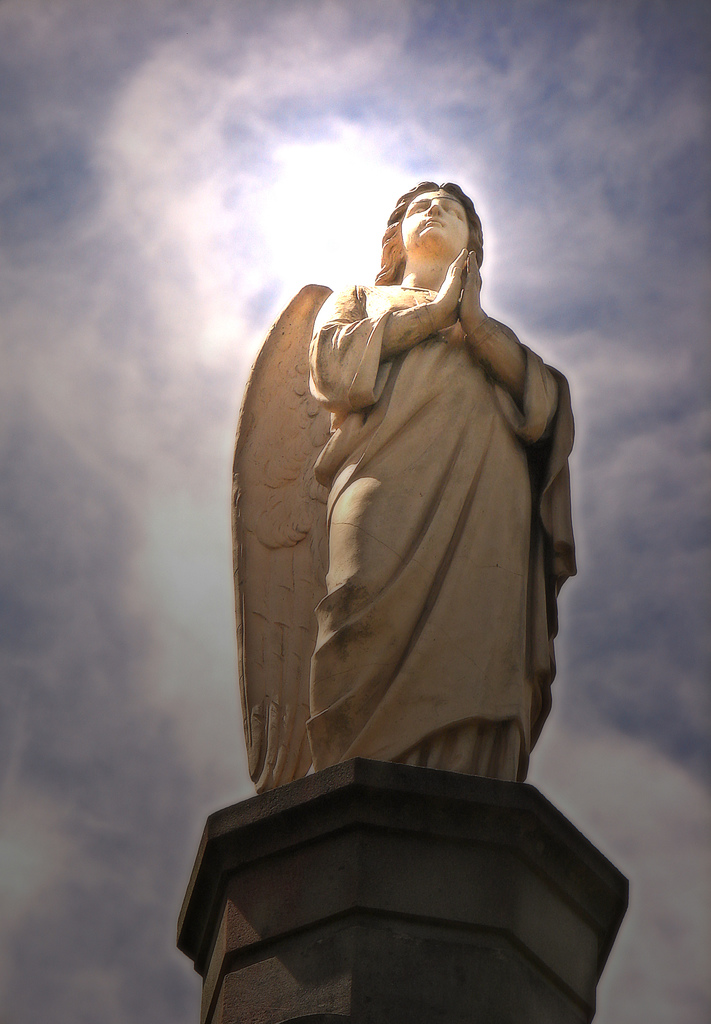
L'ange a pu être la source pour Shaymin forme céleste.

## Description
Dans Platine, Shaymin peut changer de forme grâce à un objet : la Fleur Gracidée.
On peut obtenir cette fleur à Floraville en parlant au personnage vous parlant de ces fleurs, à condition que Shaymin soit dans votre équipe (et que vous l'avez obtenu par événement ou par Action Replay (non pas dans l'herbe, par événement Action Replay).
Cette forme de Shaymin s'appelle la forme céleste, et son corps change énormément. Le type de Shaymin change lors de cette transformation : il obtient le type Vol.
Shaymin reprend sa forme originelle si un ou plusieurs de ces cas de figure se présente : 
- Il retourne dans une boîte
- Il tient l'orbe Céleste (très rare)
- Il fait nuit
- Il est gelé
- Un combat contre un joueur de Diamant ou Perle est engagé

## Apparitions

### Jeux vidéo
Shaymin apparaît dans série de jeux vidéo Pokémon. D'abord en japonais, puis traduits en plusieurs autres langues, ces jeux ont été vendus à plus de 200 millions d'exemplaires à travers le monde.

### Série télévisée et films
La série télévisée Pokémon ainsi que les films sont des aventures séparées de la plupart des autres versions de Pokémon et mettent en scène Sacha en tant que personnage principal. Sacha et ses compagnons voyagent à travers le monde Pokémon en combattant d'autres dresseurs Pokémon.
Shaymin apparaît dans le 11ème film Pokémon : "Giratina et le gardien du ciel". Dans le film, Sacha et ses amis peuvent comprendre ce qu'il dit grâce à la télépathie.